# Estadio del espejo

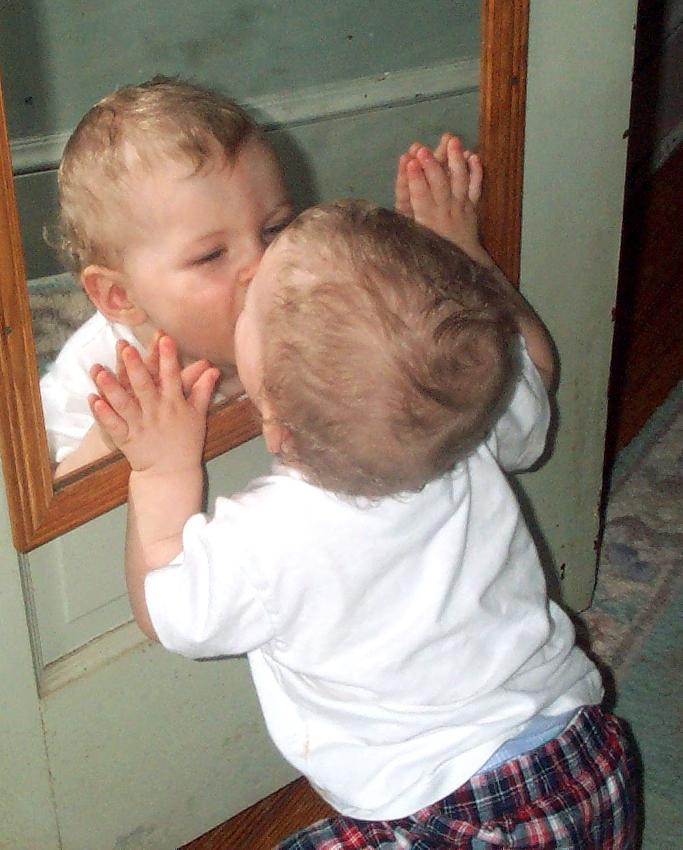
Niño frente al espejo

El estadio del espejo (en francés le stade du miroir) es un concepto de la teoría del psicoanalista francés Jacques Lacan que designa una fase del desarrollo psicológico del niño comprendida aproximadamente entre los seis y los dieciocho meses de edad. Se trata de aquella etapa en la cual el niño o la niña se encuentra por primera vez capacitado/a para percibirse, o más exactamente, percibir su imagen corporal completa en el espejo. En esta fase, de acuerdo a la teoría lacaniana, se desarrollaría el yo como instancia psíquica.
Aunque el fenómeno fue estudiado con anterioridad, es Lacan quien, hacia 1935-36 apunta a las implicaciones del estadio del espejo para la formación del yo. Esta etapa del desarrollo es descrita en su ensayo El estadio del espejo como formador de la función del yo, el primero de sus Écrits y que es considerado uno de sus trabajos más importantes.
La fase sería, según Lacan y en este momento temprano de su obra, universalmente perceptible en el desarrollo de todos los seres humanos, constituyendo para el autor un hito fundacional del yo y del sujeto.

## Descripción y mecanismos psíquicos implicados en el fenómeno
El fenómeno es fácilmente observable y se puede describir así: Cuando un niño se reconoce por primera vez en el espejo, celebra la aparición de su imagen con un gesto de alegría, de júbilo o de éxtasis. Esta fascinación es interpretada por Lacan como la identificación del niño con su imagen, la que encuentra allí por primera vez reflejada de manera completa. En vez de ver sólo partes de su cuerpo, observa por primera vez la totalidad. Hasta reconocerse en el espejo, el niño no ha visto nunca su cara, por ejemplo, ni su cuerpo completo, sino sólo miembros parciales. Estos fragmentos no aparecen estructurados o relacionados entre sí, no constituyen una unidad, por lo que han sido percibidos como objetos parciales hasta la experiencia del espejo.
Las investigaciones antropológicas y psicológicas experimentales de los años 1970 y '80 habían demostrado que reconocerse en el espejo era una característica específicamente humana: La prueba del espejo demostraba que a la mayoría de los animales no les llama en absoluto la atención su imagen en el espejo, con la excepción de algunas especies particularmente desarrolladas. Sin embargo, a partir del nuevo siglo se han acumulado una serie de informes y resultados científicos de investigaciones críticas recientes que, al utilizar nuevas situaciones experimentales derivadas de la prueba del espejo,  han podido ir agregando a los primates superiores una lista creciente de otros animales, como los cerdos, los delfines, las urracas y los elefantes.
Sin embargo, lo que por sobre todo resalta Lacan, es que el reconocimiento de la propia imagen especular ocurre con ayuda de y en relación a un otro semejante. Así «el niño, todavía en un estado de impotencia e incoordinación motriz anticipa imaginariamente la aprehensión y dominio de su unidad corporal». El proceso que se pone en marcha aquí es el de la identificación con la imagen del semejante como forma total, lo que permitiría una «unificación imaginaria»
Dos procesos, como mínimo, deben converger para que se produzca el estadio del espejo:
- La suficiente maduración de las áreas del cerebro especializadas en la percepción y procesamiento de la información visual.

- Que exista un semejante que le sirva de estímulo, en este aspecto aquí existe algo del tipo imprinting.

El semejante, al que se alude en la segunda condición, aquel Otro, es en principio la madre (o quien cumpla la función materna). Ella no sólo será el modelo visual y háptico en el cual se identifique corporalmente el niño o la niña (según el caso), sino que además la madre será configuradora de la imago corporal al "modelar" al niño.
Al ocurrir el estadio del espejo el infante deja de angustiarse de sumo grado ante la ausencia de la madre, pasando a poder regocijarse percibiéndose reflejado, y, sobre todo, dotado de unidad corporal, de un cuerpo propio (al que identificará con "su" yo). El regocijo experimentado al observar su imagen es también un primer momento de sentimiento de placer con su cuerpo, sin la directa asistencia de la madre.
Así el estadio del espejo revela la configuración del yo del sujeto. Como para que tal haya ocurrido ha sido menester el estímulo externo desde un semejante, Lacan deduce de allí que, en principio, inicialmente, todo yo es un Otro.
Pero el estadio del espejo por sí solo, con la implicación de la madre o la función materna, no resultan suficientes para la subjetivación. Lacan deduce luego que se requiere un tertium, un tercero. Es la función paterna la que permitirá mantener la noción de unidad corporal del sujeto y luego el desarrollo psíquico que deviene a partir de esta primera percepción de unidad.

## Engaño, desengaño, enajenación y escisión del yo
Lacan observa que el gran júbilo que el niño experimenta al reconocerse es sin embargo sólo efímero. Se reconoce y se desconoce casi al mismo tiempo, porque aquello que reconoce no es él, sino que justamente sólo una imagen de él. Una imagen separada, que no le pertenece. La completud que observa es sólo un engaño, una ilusión de sujeto completo que no es más que una imagen. Una figura imaginaria de no fragmentación, engañosa y que al mismo tiempo lo confronta con la propia enajenación. Aquello que el niño ve está fuera de sí, no está en su cuerpo, sino en el espejo. El estadio del espejo implica por ello una experiencia de división o escisión del sujeto.
Esta es una razón para que Lacan más adelante distinga entre dos formas del yo: je y moi. Estos dos aspectos del yo sólo quedarán delimitados de manera clara en una fase más tardía de su obra.

## Historia y desarrollo del concepto
Según la historiadora y psicoanalista Elisabeth Roudinesco el hecho de que Lacan haya visitado los seminarios de Alexandre Kojève en 1933 lo habría llevado a estudiar la filosofía de Hegel y por esa vía llegar a un interés filosófico más profundo en aspectos como la génesis del yo y los procesos de subjetivización.
Los desarrollos de Freud a partir de la formulación de la segunda tópica (el modelo estructural de la psique dividida en las instancias ello, yo y superyó y la descripción de la pulsión de muerte) habían puesto en el centro de la discusión psicoanalítica la forma en que surge el yo. Lo que se discutía es si acaso la instancia yoica consiste en un producto autónomo, escindido en una progresiva diferenciación del ello y que tiene la tarea de mantener las pulsiones a raya, o bien, si el yo no se trata de una instancia autónoma, sino que su surgimiento puede ser comprendido a través de procesos de identificación. En la primera postura se inscriben los desarrollos del psicoanálisis en EE. UU. conocidos como la psicología del yo y en la segunda (aunque de muy diferente manera) los aportes de Melanie Klein y de Jacques Lacan. Es en este contexto de la historia del psicoanálisis donde aparece el planteamiento lacaniano del estadio del espejo como teoría acerca de la formación del yo.
Por otra parte, el psicólogo Henri Wallon fue quien por primera vez describió la conducta de los niños pequeños frente a un espejo, publicando en 1931 un experimento de «prueba del espejo», consistente en observar y controlar la manera en que el niño va aprendiendo a reconocerse en la imagen proyectada. Pero por cierto Wallon no dedujo de allí implicaciones para la autoconsciencia ni para la formación yoica.
Es discutible el momento que Lacan hace pública su teoría sobre el estadio del espejo y adopta la terminología propuesta por Wallon. Para algunos autores, como Roudinesco, será en su ponencia ante la Sociedad Psicoanalítica de París (Société psychanalytique de Paris) el 16 de junio de 1936. Otros sostienen que la primera mención es un año más tarde, en 1937, en el informe que envió al 14.º Congreso Psicoanalítico Mundial realizado en la ciudad entonces llamada Marienbad. El extenso título de este texto es: Le Stade du miroir. Théorie d'un moment structurant et génetique de la constitution de la réalité, conçu en relation avec l'experience et la doctrine psychanalitique, International Journal of Psychoanalisis, 1937. («El estadio del espejo. Teoría de un momento estructurante y genético de la constitución de la realidad, concebido en relación con la experiencia y la doctrina psicoanalítica»).
Recién en julio de 1949, cuando presentara una versión más elaborada de esta teoría en el Congreso de Zúrich, Lacan expone explícitamente que el estadio del espejo es el formador de la función del yo. Llama la atención, sin embargo, que aún en ese año usara la palabra francesa je (yo deíctico) y no, como luego lo hará, la palabra francesa moi (yo pronominal y substantivo) para referirse al yo. En la segunda mitad de ese mismo año aparece la primera versión escrita y publicada de esta teoría en los Écrits («Escritos»), traducido luego al español bajo el título El estadio del espejo como formador de la función del yo (fonction du Je).

## Recepción y crítica
La teoría del espejo fue la primera de las teorías lacanianas que tuvo un fuerte impacto en la comunidad académica psicoanalítica y psicológica y, por tanto, en buena medida contribuyó a la fama de Jacques Lacan. Pero al mismo tiempo - al igual que todas las contribuciones teóricas de Lacan al psicoanálisis - ha sido también muy controvertida.
Usualmente se le critica que, si bien en principio podría probarse empíricamente que los niños experimentan una satisfacción gozosa al reconocerse en el espejo, es muy difícil, si no imposible, diseñar una situación experimental válida y confiable que permitiera sostener que esto ocurre debido a la percepción de la completitud de su imagen corporal. Aún menos posible sería demostrar que esta percepción de «no-fragmentación» sea efímera, engañosa o conlleve la enajenación.
La teoría de Lacan ha sido estudiada por la investigadora Jane Gallup en los años 80: si ha sido insuficiente la función paterna -o se ha provocado una forclusión- un niño puede alcanzar el estadio del espejo, pero luego sufrir una grave regresión.
La relación potencial entre el estadio del espejo y formas arquetípicas ha sido explorada por teóricos de la literatura, de los mass media y de los juegos informáticos (Mathias Fuchs), o investigadores del cine (Laura Mulvey); en 1971 Gordon G. Gallup -sin hacer muchas menciones de los estudios precedentes realizados por Lacan- pudo comprobar, aun dentro del marco conductista, al estadio del espejo mediante la prueba del espejo.